# Eva Lys
Eva Lys (n. 12 ianuarie 2002, Kiev, Ucraina) este o jucătoare profesionistă germană de tenis. Lys a ajuns în mai 2025 pe locul 59 mondial la simplu, cea mai bună clasare din cariera sa. A câștigat trei titluri de simplu la turneele din circuitul feminin ITF.

## Viața personală
S-a născut la Kiev, în Ucraina, și s-a mutat în Germania la vârsta de 2 ani. Sora ei mai mare, Lisa Matviyenko, este și ea jucătoare de tenis.